# Allotinus eryximachus
Allotinus eryximachus är en fjärilsart som beskrevs av Hans Fruhstorfer 1913. Allotinus eryximachus ingår i släktet Allotinus och familjen juvelvingar. Inga underarter finns listade i Catalogue of Life.